# Cosmopolitan of Las Vegas
Cosmopolitan of Las Vegas – luksusowy hotel, kasyno i wspólnota mieszkaniowa, położona przy ulicy Las Vegas Strip w Paradise, w stanie Nevada. Budowa rozpoczęła się w październiku 2005 roku i pochłonęła 3.9 miliardy dolarów, zaś sam obiekt składa się z dwóch wież.
Wielkie otwarcie Cosmopolitan of Las Vegas odbyło się 15 grudnia 2010 roku. W skład kompleksu wchodzi 2.200 prywatnych apartamentów, 800 pokoi, kasyno o powierzchni 7.000 m², spa i centrum fitnessu o powierzchni 3.700 m², sześć basenów, teatr z 1.800 miejscami, obszar konferencyjny o powierzchni 14.000 m², a także restauracje i powierzchnia handlowa zajmujące 28.000 m². 

## Konstrukcja
Projekt został zapoczątkowany przez firmę deweloperską 3700 Associates, LLC, prowadzoną przez Iana Bruce'a Eichnera. Początkowo hotel miał być operowany przez korporację Hyatt i nosić nazwę Grand Hyatt Las Vegas. Według oryginalnych planów kasyno miało znajdować się na drugim piętrze budynku, jednak po jakimś czasie zdecydowano, że będzie umiejscowione na parterze.
Grupie projektantów obiektu przewodziła Friedmutter Group jako architekt wykonawczy oraz Arquitectonica pod dyrekcją JeanPierre Kocher, AIA jako architekt zewnętrznych elementów budynku. Z kolei za projekty wnętrz Cosmopolitan odpowiedzialni byli: The Rockwell Group, Jeffrey Beers, Friedmutter Group, Adam Tirany i Bentel & Bentel.
Cosmopolitan został wybudowany w miejscu, w którym dotychczas znajdował się parking pobliskiego timeshare'u, Jockey Club. Ze względu na to, że kompleks zajął dużą część parkingu, zarząd zgodził się, by mieszkańcy Clubu korzystali z wyznaczonych miejsc w garażach hotelowych. Cosmopolitan jest drugim hotelem w Las Vegas, po Palazzo, w którym znajdują się podziemne parkingi.
W styczniu 2008 roku pojawiły się informacje, że nad wartym 3.9 miliardy dolarów projektem ciąży widmo zajęcia obciążonej nieruchomości, jako że korporacja Eichnera nie wywiązała się ze spłaty części pożyczki zaciągniętej w Deutsche Bank. Ostatecznie jednak, konstrukcja była wciąż kompletowana, a deweloperzy znaleźli nowe źródła wsparcia finansowego. W odpowiedzi na tę sytuację, bank poinformował, że zamierza rozpocząć procedurę przejęcia budynku. Kilka miesięcy później, latem 2008 roku, Deutsche Bank nabył kompleks za miliard dolarów, po czym wynajął The Related Cos. do zarządzania konstrukcją.
W czerwcu 2008 roku korporacja Hearst Corporation, wydawca magazynu Cosmopolitan, pozwała właścicieli kasyna, uznając, że bezprawnie wykorzystali zastrzeżoną nazwę Cosmopolitan. Sąd oddalił pozew, zaś kompleks został oficjalnie nazwany Cosmopolitan of Las Vegas.
W sierpniu 2008 roku zakup Cosmopolitan of Las Vegas rozważały MGM Mirage, Starwood Hotels and Resorts, Hyatt oraz Hilton. Spekulowano, że MGM byłby gotów zintegrować projekt z Bellagio oraz CityCenter, Starwood włączyć go do sieci W lub St. Regis, a Hyatt operować nim jako Grand Hyatt. W kwietniu 2009 roku The Sun poinformował, że hotel został przejęty przez Hiltona i stanie się pierwszym obiektem nowej sieci, Denizen. Jednak krótko po tym, Starwood pozwał korporację Hilton, co doprowadziło do rezygnacji z planów utworzenia Denizen.
W czerwcu 2009 roku 400 osób, które wykupiły mieszkania w Cosmopolitan, pozwało deweloperów twierdząc, iż naruszyli oni kontrakt. Jako uzasadnienie tej decyzji wskazywali obawę, że przewidywana data ukończenia projektu, czyli czerwiec 2010 roku, jest nierealistyczna, a także niepewność, czy zarząd nie przekształci prywatnych apartamentów w pokoje hotelowe.
W kwietniu 2010 roku pojawiły się oficjalne informacje, że Cosmopolitan będzie otwierany stopniowo, począwszy od grudnia 2010 roku, na lipcu 2011 roku skończywszy.

## Restauracje
W Cosmopolitan znajduje się kilkanaście restauracji, oferujących kuchnię z całego świata. Wśród nich są m.in.: Blue Ribbon Bruce'a i Erica Brombergów, Estiatorio Milos Costasa Spiliadisa, Scarpetta Scotta Conanta, a także Comme Ça Davida Myersa.
Dwie restauracje w obiekcie posiada również José Andrés; jedna z nich, Jaleo, bazuje na jego pozostałych lokalach, natomiast druga, China Poblano, stanowi nowy koncept i łączy kuchnię chińską z meksykańską.
Do pozostałych restauracji należą: D.O.C.G. (kuchnia włoska i winiarnia) Scotta Conanta, Holstein's (kuchnia amerykańska), STK (steakhouse) Todda Marka Millera, a także The Henry, Va Bene Caffè oraz Wicked Spoon.

## Galeria

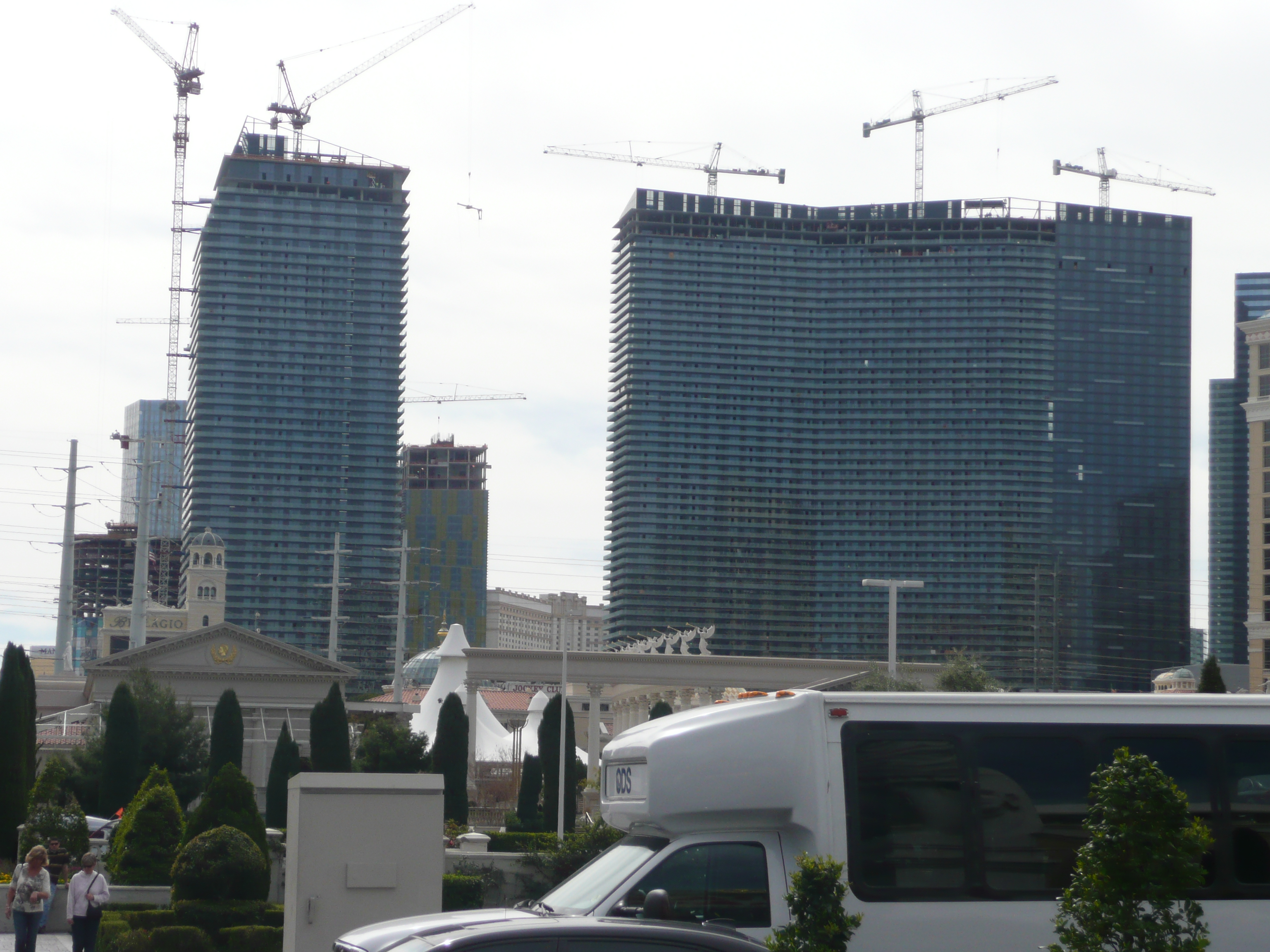
Cosmopolitan w trakcie konstrukcji, widziany z Caesars Palace
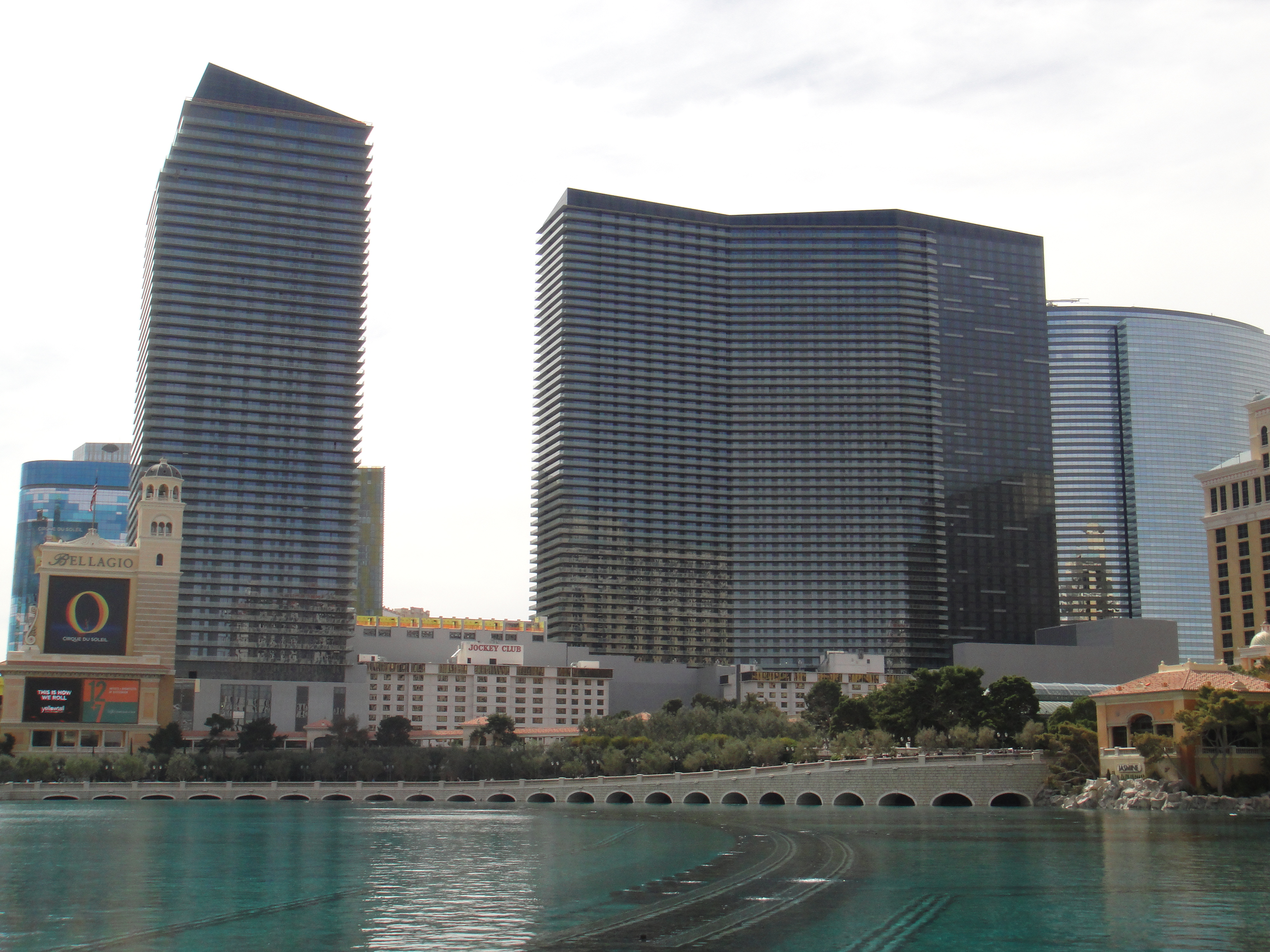
Cosmopolitan w marcu 2010 roku
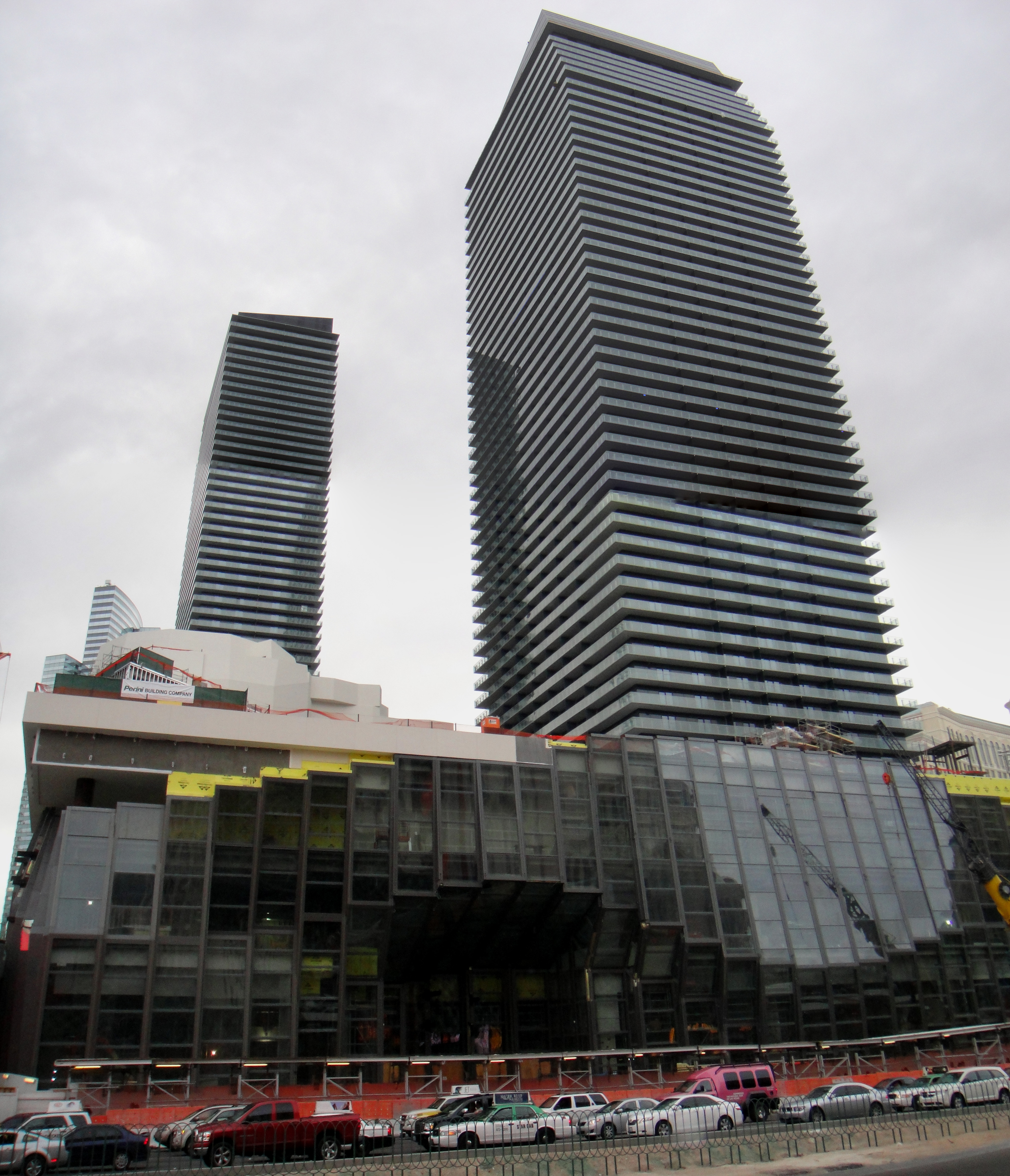
Widok na budynek z ulicy Las Vegas Strip
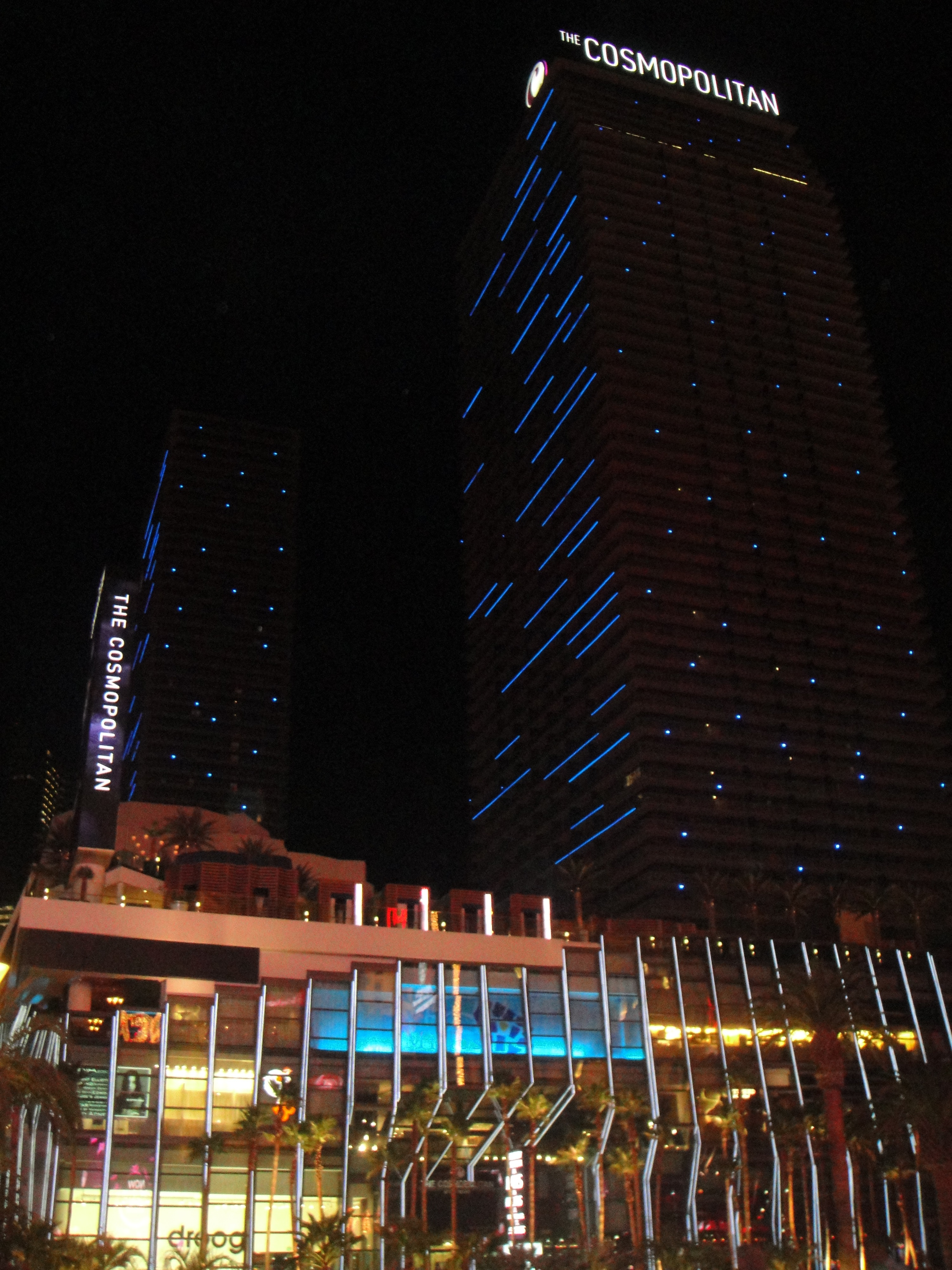
Cosmopolitan nocą
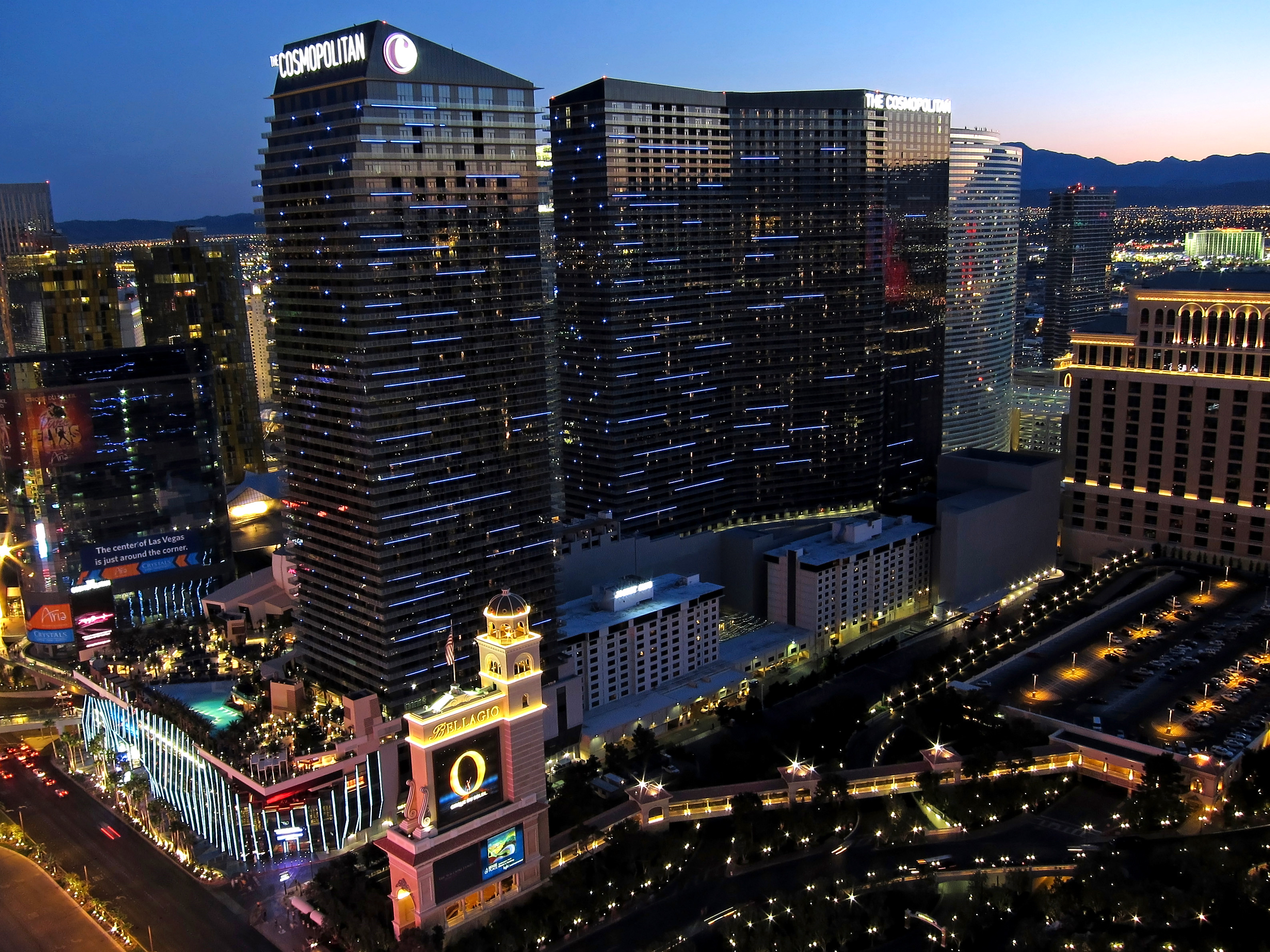
Cosmopolitan nocą